# P.C. Chang
Peng Chun Chang, även känd som P.C. Chang och Zhang Pengchun, född 22 april 1892 i Tianjin, död 9 juli 1957 i New Jersey, var en kinesisk akademiker, filosof, diplomat och dramatiker. Han var en av huvudförfattarna till FN:s deklaration om de mänskliga rättigheterna.
P. C. Chang föddes i Tianjin i Kina.  Changs äldre bror Zhang Boling var en av grundarna av Nankai universitetet i Tianjin (Tientsin). Han fick sin universitetsutbildning vid Clark University och Columbia University i USA. Under 20 och 30 talet arbetade Chang som professor vid Nankai universitetet och Chicago University. Som teaterregissör i Kina introducerade han bland annat Henrik Ibsens pjäser för en kinesisk publik. 
Han blev heltidsdiplomat 1940 då han tjänstgjorde som Kinas ambassadör i Turkiet där han visade ett starkt engagemang för kulturellt utbyte mellan Kina och Mellanöstern. 1942 utsågs han till Kinas ambassadör i Chile där han visade ett stort intresse för socialpolitiska frågor.
Chang var en av Republiken Kinas representanter i FN:s ekonomiska och sociala råd och var en tid vice ordförande i FN:s kommission för mänskliga rättigheter. Han deltog i utarbetandet av FN:s deklaration om de mänskliga rättigheterna, där han spelade en viktig medlarroll mellan industriländerna och tredje världen. Chang var en av de delegater som särskilt betonade att FN:s deklaration om de mänskliga rättigheterna skulle vara religiöst neutral.
Han drog sig tillbaka från FN 1952 på grund av hälsoproblem och avled i staden Nutley in New Jersey, USA, 1957.